# 杜科爾普斯角
63°23′S 58°9′W / 63.383°S 58.150°W
杜科爾普斯角（英語：Cape Ducorps）是南極洲的海岬，位於葛拉漢地的特里尼蒂半島北岸，處於科克雷爾半島北端，由法國探險隊發現，現時由南極條約體系管理。